# Nicholas Luard
Pour les articles homonymes, voir Luard.
Nicholas Luard, né le 26 juin 1937 à Londres en Angleterre et mort dans la même ville le 25 mai 2004, est un journaliste, un homme politique et un écrivain britannique, auteur de roman d'espionnage.

## Biographie
Il fait des études à l'université de Paris, à Winchester College, et au  Magdalene College de l'université de Cambridge où il obtient une maîtrise de lettres. Il est également détenteur d'une maîtrise de littérature américaine de l'université de Pennsylvanie.
Il est un des fondateurs de Private Eye. Il est également un des fondateurs du John Muir Trust, dont il est le président de 1991 à 1997. Il est candidat du Referendum Party (en) lors des élections législatives britanniques de 1997.
En 1967, il publie son premier roman The Warm and Golden War qui raconte l'histoire d'un raid de mercenaires en République populaire de Hongrie durant l’insurrection de Budapest en 1956. En 1979, paraît Piège pour un frimant (The Dirty Area), « mi-roman d’espionnage, mi-roman d'aventure (…) qui joue à fond sur la manipulation, avec en prime l'élévation d'un quidam né pour perdre en aventurier qui sait se sortir avec brio de toutes les embûches », selon Claude Mesplède. Un roman dont l'atmosphère rappelle celle « générale du film Casablanca ».

## Œuvre

### Romans
- The Warm and Golden War (1967)
- The Robespierre Serial (1975)
- Travelling Horseman (1975)
- The Orion Line (1976)
- The Shadow Spy (1979)
- The Dirty Area (1979)
  - Piège pour un frimant, Série noire no 1781 (1980)
- Gondar (1988)
- Kala (1990)
- Himalaya (1992)
- Sanctuary (1994)
- Silverback (1996)

### Ouvrages non fictionnels
- Refer to Drawer (1964)
- The Last Wilderness: A Journey Across the Great Kalahari Desert (1981)
- Andalucia: A Portrait of Southern Spain (1984)
- The Wildlife Parks of Africa (1985)
- Landscape in Spain (1988)
- The Field of the Star: Pilgrim's Journey to Santiago De Compostela (1998)

## Sources
- Claude Mesplède, Les Années "Série noire" bibliographie critique d'une collection policière, t. 4 : 1972-1982, Amiens, Encrage, coll. « Travaux » (no 25), 1995, 318 p. (ISBN 978-2-906389-63-2), p. 244.
- Claude Mesplède et Jean-Jacques Schleret, SN, voyage au bout de la Noire : inventaire de 732 auteurs et de leurs œuvres publiés en séries Noire et Blème : suivi d'une filmographie complète, Paris, Futuropolis, 1982 (OCLC 11972030), p. 238
- Claude Mesplède et Jean-Jacques Schleret, SN Voyage au bout de la Noire (additif mise à jour 1982-1985), Futuropolis p. 100-101, 1985
- Polar no 14